# Madeleine Renaud
Madeleine Renaud (Parijs, 21 februari 1900 - Neuilly-sur-Seine, 23 september 1994) was een Franse actrice. Ze was voor alles een toneelactrice.

## Leven en werk

### Afkomst en opleiding
Renaud was afkomstig uit een bourgeois familie. Haar drang naar zelfstandigheid en haar liefde voor de literatuur dreven haar naar het acteren.  Nadat ze een eerste prijs behaald had aan het Conservatoire de Paris trad ze op 21-jarige leeftijd toe tot de Comédie-Française.

### Toneel: Comédie-Française (1920-1945)
Bij de Comédie-Française was Renaud actief tussen 1920 en 1945. Meestal nam ze de rol van het onschuldig en naïef meisje voor haar rekening. Ze was te zien in vele tientallen stukken, vooral van klassieke auteurs zoals Molière, Beaumarchais, Marivaux, Alfred de Musset, Théodore de Banville en Henrik Ibsen. Meer hedendaagse schrijvers zoals Georges Courteline, André Rivoire en Georges de Porto-Riche kwamen ook meermaals aan bod. Paul Claudel, François Mauriac, Henry de Montherlant en Jean Giraudoux ontbraken evenmin op het repertoire.  
In 1940, het jaar van hun huwelijk, vervoegde Barrault Renaud bij de Comédie-Française. In 1943 werkten ze samen aan de creatie van Le Soulier de satin, Claudels elf uur durend toneelstuk uit 1929. Het werd opgevoerd onder regie van Barrault.
Twee jaar later verliet het koppel de Comédie-Française om in 1946 de Compagnie Renaud-Barrault te stichten.  

### Toneel: Compagnie Renaud-Barrault (1946-1989)
Vanaf 1946 vielen haar leven en carrière grotendeels samen met deze van haar man. In de beginjaren kwamen Molière, Marivaux en Georges Feydeau nog vaak voor op het repertoire. Vanaf het begin van de jaren zestig maakten hedendaagse auteurs zoals Claudel, Jean Anouilh, Samuel Beckett, Eugène Ionesco, Marguerite Duras, Jean Genet en Nathalie Sarraute opgang. Renaud speelde inzonderheid in de meeste stukken van haar goede vriendin Marguerite Duras. 
Barrault creëerde een aantal stukken van onder meer Claudel, Anouilh, Albert Camus, Ionesco en Duras. Een flink aantal van de stukken waarin hij zichzelf en vooral zijn vrouw regisseerde waren spraakmakend. Renaud werkte vanaf 1963 ook onder aangetrokken toneelregisseurs zoals Roger Blin en Claude Régy. In 1963 gaf ze vorm aan het personage Winnie in Becketts Oh les beaux jours, een rol die ze heel regelmatig vertolkte tot op hoge leeftijd. Een van haar andere favoriete rollen (in Harold et Maude van Colin Higgins) was die van de oude levenslustige en non-conformistische Maude die de jonge Harold, die alleen maar morbide interesses heeft, van het leven leert houden.   

### Filmcarrière
Renaud debuteerde in het tijdperk van de stomme film in Molière, sa vie, son œuvre, een biografische documentaire over Molière. Ze verscheen zeer weinig op het witte doek omdat al haar aandacht naar het toneel ging. 
In 1931, met de opkomst van de geluidsfilm, liet Renaud een eerste keer van zich spreken dankzij haar rol van overspelige echtgenote in de komedie Jean de la Lune, de verfilming van het gelijknamige toneelstuk van Marcel Achard. Meerdere verfilmde toneelstukken zouden volgen. Het jaar daarop speelde ze voor het eerst aan de zijde van Jean Gabin in La Belle Marinière. In dit drama, gebaseerd op het gelijknamige toneelstuk van Marcel Achard, bedriegt ze haar echtgenoot die schipper van een aak is (Gabin), met een jonge matroos. Zowel in 1933 (in de dramatische sciencefictionfilm Le Tunnel) als in 1934 (in het drama Maria Chapdelaine)  waren zij en Gabin opnieuw geliefden.
In 1936 ontmoette Renaud de tien jaar jongere Jean-Louis Barrault op de set van de op een roman van Vicki Baum gebaseerde tragikomedie Hélène. Student in de geneeskunde Barrault is hopeloos verliefd op zijn schitterende medestudente Renaud maar wanneer hij verneemt dat hij ongeneeslijk ziek is pleegt hij zelfmoord.
Renaud speelde vier keer dramatische hoofdrollen onder regie van Jean Grémillon. Eerst was ze in  L'Étrange Monsieur Victor (1937) de begripvolle echtgenote van de eerbare winkelier Raimu die eigenlijk een heler en een moordenaar is. In Remorques (1941) speelde ze voor de tweede keer de echtgenote van schipper Gabin maar deze keer was hij het die haar bedroog (met Michèle Morgan). In Lumière d'été (1943) was ze de uitbaatster van een hotel waar de liefdesintriges elkaar in snel tempo opvolgden. Le ciel est à vous (1944) toonde haar als een vrouw die zich passioneel overgeeft aan de vliegsport en daarin geruggensteund wordt door haar echtgenoot Charles Vanel.
Na de Tweede Wereldoorlog dook ze nog maar sporadisch op op het witte doek omdat al haar tijd en energie naar haar theateractiviteiten gingen. In de episode La Maison Tellier van de tragikomedie Le Plaisir, Max Ophüls' verfilming van drie kortverhalen van Guy de Maupassant, zwaait ze de scepter over de meisjes van haar respectabel huis van lichte zeden waar haar dronken broer (Gabin) onhandige avances maakt met een van hen. In het historisch religieus drama Le Dialogue des carmélites (1960) en in de oorlogsfilm The Longest Day (1962) werd ze samen met Barrault gecast.
In 1976 vertolkte ze de hoofdrol van de oude moeder in de tragikomedie Des journées entières dans les arbres, Marguerite Duras' verfilming van haar eigen toneelstuk. Het was een van de talrijke rollen die Renaud onder regie van Barrault gecreëerd had met hun Compagnie Renaud-Barrault. 
In 1988 sloot ze samen met Barrault haar filmcarrière af met de rol van de grootmoeder in het drama La Lumière du lac. 

### Privéleven
In 1923 trouwde Renaud met een van haar leraars, de acteur Charles Granval, met wie ze een zoon, Jean-Pierre Granval, had. Ze ontmoette Jean-Louis Barrault in 1936, het koppel huwde in 1940. Ze bleven hun hele leven samen.
Ze was de tante van actrice Marie-Christine Barrault.
Renaud overleed op 94-jarige leeftijd in 1994, zeven maanden na Barrault. Ze ligt naast hem begraven op het Cimetière de Passy.

## Filmografie
- 1922 - Molière, sa vie, son œuvre (Jacques de Féraudy)
- 1922 - Vent debout (René Leprince)
- 1926 - La Terre qui meurt (Jean Choux)
- 1931 - Jean de la Lune (Jean Choux)
- 1931 - La Couturière de Luneville (Harry Lachman)
- 1931 - Serments (Henri Fescourt)
- 1931 - Mistigri (Harry Lachman)
- 1932 - La Belle Marinière (Harry Lachman)
- 1933 - Boubouroche (André Hugon) (middellange film)
- 1933 - Le Tunnel (Curtis Bernhardt)
- 1933 - Le Voleur (Maurice Tourneur)
- 1933 - Primerose (René Guissart)
- 1933 - La Maternelle (Jean Benoît-Lévy)
- 1934 - La marcia nuziale (Mario Bonnard)
- 1934 - Maria Chapdelaine (Julien Duvivier)
- 1934 - Un soir à la Comédie-Française (Léonce Perret) (korte film)
- 1936 - Les Petites Alliées (Jean Dréville)
- 1936 - Les Demi-vierges (Pierre Caron)
- 1936 - Hélène (Jean-Benoît Lévy en Marie Epstein)
- 1936 - Cœur de gueux (Jean Epstein)
- 1937 - L'Étrange Monsieur Victor (Jean Grémillon)
- 1941 - Remorques (Jean Grémillon)
- 1943 - Lumière d'été (Jean Grémillon)
- 1943 - L'Escalier sans fin (Georges Lacombe)
- 1944 - Le ciel est à vous (Jean Grémillon)
- 1952 - Le Plaisir (Max Ophüls) (episode La Maison Tellier)
- 1960 - Le Dialogue des carmélites (Raymond Léopold Bruckberger en Philippe Agostini)
- 1962 - The Longest Day (Ken Annakin, Andrew Marton en Bernhard Wicki)
- 1968 - Le Diable par la queue (Philippe de Broca)
- 1971 - L'Humeur vagabonde (Édouard Luntz)
- 1972 - La Mandarine (Edouard Molinaro)
- 1976 - Des journées entières dans les arbres (Marguerite Duras)
- 1988 - La Lumière du lac (Francesca Comencini)

## Televisie (kleine selectie)
- 1976 - Christophe Colomb (naar Claudel)
- 1978 - Harold et Maude (naar Colin Higgins)
- 1982 - Le Soulier de satin (naar Claudel)
- 1983 - Jean-Louis Barrault, un homme de théâtre (documentaire)
- 1990 - Oh les beaux jours (naar Beckett)

## Prijzen
- 1934 - Grand prix du cinéma français voor Maria Chapdelaine
- 1964 - Prix du Syndicat de la critique : beste actrice voor Oh les beaux jours
- 1972 - Grand Prix national du théâtre

## Publicaties
- Noëlle Loriot: Madeleine Renaud, Presses de la Renaissance, 1993
- Gérard Bonal: Les Renaud-Barrault, Seuil, 2000
- Madeleine Renaud: La déclaration d'amour, Éditions du Rocher, 2000

- Biblioteca Nacional de España: XX4934288
- Bibliothèque nationale de France: cb12100976b (data)
- Gemeinsame Normdatei: 119206757
- International Standard Name Identifier: 0000 0001 1641 4513
- Library of Congress Control Number: n83013077
- MusicBrainz: 5c98f54e-50b1-4c2d-953a-da096d49fa72
- Nationale Bibliotheek van Tsjechië: xx0180048
- Nationale Bibliotheek van Israël: 987007334500105171
- Nationale Bibliotheek van Polen: a0000002547961
- SNAC: w6dr3qx2
- Système universitaire de documentation: 027514838
- Virtual International Authority File: 51718988
- WorldCat: E39PBJqjYQ8KWCvfXJ8JfPY9Dq